# Paramunna integra
Paramunna integra är en kräftdjursart som beskrevs av Nordenstam 1933. Paramunna integra ingår i släktet Paramunna och familjen Paramunnidae. Inga underarter finns listade i Catalogue of Life.